# الانتخابات الرئاسية اليمنية القادمة
الانتخابات الرئاسية اليمنية من المرجح أن تعقد في اليمن جنباً إلى جنب مع الانتخابات البرلمانية اليمنية القادمة، الرئيس عبد ربه منصور هادي انتخب ل مدة سنتين في الانتخابات الرئاسية اليمنية 2012، وتمتد بعد ذلك فترة ولايته لسنة واحدة.